# Sabine Michalek
Sabine Michalek (* 1967 in München) ist eine deutsche Kommunalpolitikerin (CDU) und promovierte Agraringenieurin. Seit 25. Januar 2013 ist sie Bürgermeisterin der Stadt Einbeck in Niedersachsen.

## Ausbildung und beruflicher Werdegang
Michalek studierte an der Technischen Universität München-Weihenstephan Gartenbauwissenschaften, arbeitete nach dem Studienabschluss am dortigen Lehrstuhl für Obstbau als Diplom-Agraringenieurin und schloss ihre Promotion 1996 ab. Nach einer Familienpause stieg sie 2008 bei dem Pflanzenzüchtungs- und Biotechnologieunternehmen KWS Saat SE ein im Bereich Öffentlichkeitsarbeit.

## Politische Karriere
Seit 2005 ist Michalek CDU-Mitglied, seit 2006 Mitglied im Einbecker Stadtrat und stellvertretende Bürgermeisterin.
Am 18. Juli 2012 wurde per Gesetz festgeschrieben, dass die Stadt Einbeck und die Gemeinde Kreiensen vereinigt werden sollen. Daraufhin fanden Direktwahlen für das Bürgermeisteramt im Januar 2013 statt. Sabine Michalek gewann als gemeinsame Kandidatin von CDU, Gemeinsam für Einbeck (GfE) und FDP die Wahl mit 55,82 Prozent der Stimmen. Sie setzte sich damit gegen den amtierenden Bürgermeister Ulrich Minkner (SPD) durch. Im Herbst 2020 wurde sie mit 57 Prozent der Stimmen wiedergewählt; ihr Gegenkandidat in der Stichwahl war Dirk Heitmüller (SPD).

## Privates
Michalek ist evangelisch, wohnt seit 2001 in Einbeck, ist verheiratet und hat zwei Söhne.

## Publikationen
Dissertation: Stimulierung der Phenolbiosynthese des Apfels (Malus domestica) im Hinblick auf induzierte Resistenz. (Gutachter: Walter Feucht, Gert Forkmann) ISBN 978-3-8265-2232-1